# معهد الدوحة للدراسات العليا
معهد الدوحة للدراسات العليا مؤسّسة أكاديميّة مستقلّة للتعليم والأبحاث مقره في دولة قطر. ويعدّ المعهد مؤسسةً خاصةً غير ربحية، يعمل حصريًّا لتحقيق غايات تعليميةٍ وبحثيةٍ وخدمة المجتمع. وقد أسّسه المركز العربي للأبحاث ودراسة السياسات عام 2014م بصفته كيانًا قانونيًّا مستقلًا. يقدّم المعهد برامج الماجستير في كلية العلوم الاجتماعية والإنسانية، وكلية الاقتصاد والإدارة والسياسات العامة.
انطلقت السنة الدراسية الأولى في المعهد بتاريخ 4 تشرين الأول/ أكتوبر 2015م؛ إذ تمّ قبول 148 طالبًا وطالبةً من بين 903 طلب التحاق. أما العام الأكاديمي 2016-2017، فقد جرى استقبال 1380 طلبًا للالتحاق بالمعهد.
يخطّط المعهد لأن يتراوح العدد الإجمالي للطلّاب الملتحقين به في الأعوام القادمة ما بين 350 و400 طالب وطالبة، مع الإعداد التدريجي لتقديم برامج دراسية على مستوى درجة الدكتوراه.

## الرسالة
يسعى المعهد من خلال برامجه الأكاديمية وأنشطته البحثية إلى المساهمة في تكوين جيلٍ جديدٍ من الأكاديميين والباحثين المتمكّنين من المعايير العلمية والأدوات البحثية المنهجية الحديثة القائمة على مبدأ تداخل التخصصات. كما يهدف إلى صنع قادة مهنيين قادرين على الدفع قدمًا بالمعرفة الإنسانية، وإنتاجها وتطويرها ونشرها؛ بالشكل الذي يخدم حاجات الدول العربية وقضاياها. يتبنّى المعهد استخدام اللغة العربية لغةً رئيسةً للدراسة والبحث مدعومة باللغات الحيّة الأخرى.

## الرؤية الأكاديمية

### بيئة أكاديمية
يوفر المعهد بيئةً يتفاعل فيها التدريس والتعلّم مع النشاط البحثي في حرمٍ متكاملٍ يحفّز الإبداع العلمي، ويعزّز رؤية المعهد المستقبلية ليصبح رافدًا للمعرفة الإنسانية، ومساهمًا في تنمية الوطن العربي.

### الأبحاث
يدعم المعهد الأبحاث العلمية الإبداعية في جوٍّ من الحرية المؤسسية والفكرية، ووفقًا للمعايير العلمية الدولية.
يعمل المعهد بالتعاون مع المركز العربي للأبحاث ودراسة السياسات ومعجم الدوحة التاريخي للّغة العربية على فتح المجال لطلابه وأعضاء هيئته التدريسية للبحث في أهم القضايا العربية والعالمية الراهنة. ويعتبر إشراك الطلاب في المشاريع البحثية، طوال السنة، في صلب اهتمامات القائمين على الأبحاث في المعهد.

### التعليم والتعلّم
يُدمج التعليم والتعلّم بالأبحاث في بيئة تعليمية متكاملة تتمحور حول تعزيز إمكانيات الطالب في البحث والحوار والاكتشاف. وبفضل انخفاض نسبة الطلاب مقابل الأساتذة إلى نحو 7 لكل أستاذ/ة، فإنّ ذلك يسهّل التفاعل في ما بينهم، ويسمح بعقد حلقات نقاشية بشكل دوري منتظم. ويستفيد الطلاب من طرح مناهج تعليمية تحفّز على التعلّم العابر للتخصصات، وتبنّي برامج بحثية نشطة تهدف لإنتاج المعرفة ونشرها.
كما يستضيف المعهد محاضرين أكاديميين طوال السنة، وينظّم ورش العمل والمؤتمرات التي تفيد الطلاب في الوصول إلى آخر مستجدات الأبحاث في مجال تخصصهم.

### اللغة
يعتمد المعهد اللغة العربية أداةً للبحث العلمي، وهي اللغة الرسمية في الخطاب العام ولغة أساسية للتعليم والبحث وتعدُّ اللغة الإنكليزية أيضًا لغةً مرافقةً في التعلّم والبحث العلمي. وتُستعمل اللغتان في طرح المواضيع المختلفة ودراستها. وفي بعض المقررات، تُستخدم اللغتان معًا في دراسة جوانب مختلفة من الموضوع نفسه.

## مجتمع المعهد
"التزمنا ببذل الجهد اللازم لاستقطاب نخبةٍ من الأساتذة الجامعيين والإداريين والطلاب الذين هم أساس مجتمعنا الأكاديمي المتميّز".
هند المفتاح
نائب الرئيس للشؤون الإدارية والمالية

## الهيئة التدريسية
استقطب المعهد أساتذة وأكاديميين من ذوي الإنجازات البحثية المهمّة، وهم يعملون على مشاريع بحثية واعدة. وتوافقًا مع رسالة المعهد، يُجري أعضاء هيئة التدريس أبحاثهم ويدرّسون باللغة العربية أو بلغةٍ أخرى ذات صلة أكاديمية. ويسعى المعهد إلى استقطاب أساتذة ملتزمين بإنشاء مجتمعٍ جامعي حيوي، لتحقيق معايير أكاديمية عالية على مستوى الوطن العربي.

### إداريو المعهد
يُعتبر إداريو المعهد من أهم الركائز الداعمة للتعليم والأبحاث؛ إذ يتلخّص دورهم في توفير الحاجات والخدمات اللازمة والمساهمة في تطوير البنية التحتية للمعهد. ويشمل المعهد الإدارات التالية:
- الموارد البشرية.
- المالية.
- مكتب الأبحاث.
- الخدمات المساندة.
- تكنولوجيا المعلومات.
- التسجيل والقبول وشؤون الطلاب.
- الفاعلية المؤسسية.
- المكتبة.
- الاتصالات والعلاقات الخارجية.
- التدقيق الداخلي.

### أهم الجامعات التي درس فيها أعضاء هيئة التدريس
عربيًا:
- الجامعة الأمريكية في بيروت (لبنان)
- جامعة محمد الخامس (المغرب)
- جامعة تونس (تونس)
- جامعة اليرموك (الأردن)
- جامعة بيرزيت (فلسطين)
- الجامعة الأمريكية في القاهرة (مصر)

دوليًا:
- جامعة كامبردج (المملكة المتحدة)
- جامعة كولومبيا (الولايات المتحدة)
- جامعة هارفرد (الولايات المتحدة)
- جامعة إكستر (المملكة المتحدة)
- جامعة ولاية أوهايو (الولايات المتحدة)
- جامعة جونز هوبكنز (الولايات المتحدة)
- جامعة جورجتاون (الولايات المتحدة)

## طلاب المعهد
يفتح المعهد باب القبول لبرامجه في فصل الخريف من كل سنة ويقبل طلابًا من شتى أنحاء الوطن العربي ومن خارجه. ويسعى المعهد إلى استقطاب الطلاب المميزين القادرين على رفد مجتمعاتهم بخبرات عملية وعلمية في مجالات العلوم الاجتماعية والإنسانية والإدارة العامة واقتصاديات التنمية وإدارة النزاع والعمل الإنساني.
تأسيس المعهد
"بتأسيس معهد الدوحة نتطلع إلى قيام صرحٍ أكاديمي وورشةٍ تعليميةٍ وبحثيةٍ تُمثِّل علامةً فارقةً في مستوى الدراسات العليا والبحث الأكاديمي والتفكير النقدي في منطقتنا العربية، ومحفزًا لعملية التنمية البشرية فيها".
عزمي بشارة
رئيس مجلس الأمناء، معهد الدوحة للدراسات العليا
المدير العام للمركز العربي للأبحاث ودراسة السياسات.

## الشؤون الأكاديمية
يتألف معهد الدوحة من:
- كلية العلوم الاجتماعية والإنسانية.
- كلية الإدارة العامة واقتصاديات التنمية.
- مركز دراسات النزاع والعمل الإنساني.
والتي تتعاون جميعها مع المركز العربي للأبحاث ودراسة السياسات ومعجم الدوحة التاريخي للغة العربية؛ مما يُمكّن من الاستفادة من تبادل الموارد والموظفين بين مختلف البرامج الأكاديمية والبحثية.

### كلية العلوم الاجتماعية والإنسانية
«تهدف كليتنا إلى تعليم طلابها أنّ قضايا المجتمع والإنسانية قضايا معقّدة متشابكة، لا يمكن لاختصاصٍ واحدٍ أن يفهمها حقّ الفهم أو يجد لها الحلول».
رشيد العناني
عميد كلية العلوم الاجتماعية والإنسانية
تسعى كلية العلوم الاجتماعية والإنسانية إلى تدريب طلابها على انتهاج مقاربةٍ عابرةٍ للتخصصات في دراستهم لبرامجها المختلفة، بحيث تتشكّل لديهم الرؤية الشاملة والمتنوّعة اللازمة لفهم العالم الذي نعيش فيه. وتهدف الكلية من خلال تخصصاتها إلى تشجيع طلابها على النظر إلى قضايا مجتمعاتهم نظرةً نقديةً ومتكاملةً، سواء في تشخيصهم مشاكل المجتمع أو محاولتهم إيجاد الحلول لها. كما تحفّز الكلية طلابها على تحدّي الفرضيات السائدة عن طريق غمرهم في الأفكار والسجالات التي شكّلت الدراسات الإنسانية والعلوم الاجتماعية في المنطقة العربية وسائر العالم، وجعلهم يدركون أنّ تلك الأفكار والسجالات تنطبق على مجتمعاتهم أيضًا. تسعى الكلية كذلك إلى تمكين الراغبين من خرّيجيها من مواصلة دراساتهم على مستوى الدكتوراه، أو الخروج بمهاراتهم المكتسبة على مستوى الماجستير في التفكير النقدي المستقل وتحليل المعلومات إلى مجال الخدمة العامة في القطاعين العام والخاص.
البرامج:
مدة دراسة درجة الماجستير في كلية العلوم الاجتماعية والإنسانية سنتان. وتمنح الكلية هذه الدرجة في التخصصات التالية:
- الفلسفة.
- التاريخ.
- علم الاجتماع والأنثروبولوجيا.
- العلوم السياسية والعلاقات الدولية.
- اللسانيات والمعجمية العربية.
- الأدب المقارن (عربي - غربي).
- الإعلام والدراسات الثقافية.
- الصحافة.

#### الفلسفة
يهدف برنامج الماجستير في الفلسفة إلى إعداد طالبٍ قادرٍ على خوض مجالات البحث العلمي بثقةٍ واقتدارٍ عبر تمكينه من معرفة المفاهيم والمناهج والنظريات الفلسفية واستخدامها، وتأهيله لطرح الأسئلة والقضايا الفلسفية الأساسية في مجالات الفلسفة والفلسفة السياسية وتاريخ الأفكار. وعملًا بتوجيهات الرسالة الأكاديمية والحضارية للمعهد، سيكون هذا البرنامج منفتحًا على برامج التخصصات الأخرى لتنويع الموارد المعرفية والمقاربات المنهجية الحديثة للطلاب بغية تحقيق استقلالهم الفكري وإثراء رؤيتهم الفلسفية.
ويتكوّن البرنامج من مسارين؛ يتناول أولهما، وهو «الفلسفة السياسية»، تاريخ الفلسفة السياسية، بالتركيز على نظريات العقد الاجتماعي، وعلاقة السياسة بالأخلاق، فضلًا عن قضايا أساسية في الفلسفة السياسية. أما المسار الثاني، وهو «الفلسفة وتاريخ الأفكار»، فيدور حول محورين: الإبستيمولوجيا وفلسفة المعرفة من جهة، وفلسفة الذات من جهة ثانية. كما يتناول قضايا مختارة في الفلسفة وتاريخ الأفكار.

#### التاريخ
يسعى برنامج التاريخ إلى تكوين جيلٍ عربيٍ جديدٍ من الباحثين في حقل التاريخ العربي والإسلامي يستفيد من الخبرة التي راكمها أساتذة مرموقون في مجال الدراسات التاريخية في الجامعات العربية والأجنبية. ويتبنّى النظريات الجديدة في مجال البحث التاريخي في مختلف المدارس الغربية الحديثة. وبالقدر الذي يسعى فيه البرنامج إلى الحفر المعرفي في تاريخ البنيات الاقتصادية والسياسية والاجتماعية والذهنية في البلاد العربية، فإنه لا يغيّب تاريخ الوقائع والأحداث، بل يدرسها من خلال المناهج الجديدة من أجل إعادة قراءتها وتفسيرها. كما يُولي البرنامج أهميةً خاصةً لدراسة التاريخ العربي ضمن مختلف الصيرورات الإقليمية والدولية في أفق تكوين خبرة عربية في مجالات العلاقات البينية، ويسعى إلى تطوير فضاءات بحثية جديدة عند دراسة التاريخ الراهن والتاريخ المباشر، وإلى إثارة انتباه الطلبة إلى ضرورة تنويع مصادر الخبر، ومن ثمّ ضرورة الانفتاح على مختلف الأرشيفات العربية والأجنبية.
إن اعتماد أرشيفات محلية ودولية متنوعة هو ما يتطلب من البرنامج تكوينًا لغويًا صارمًا سواء تعلق الأمر بما يسمّى اللغات الأدواتية أو اللغات المرجعية. كما أنّ انفتاح الطالب على تاريخ البنيات والتاريخ العلائقي سيمكّنه من الانفتاح على المدارس التاريخية الحديثة، وهو ما سيمكّن من كتابة التاريخ العربي بنَفَسٍ جديدٍ يساهم في تجاوز التقليد وتكريس أطر منهجية جديدة.

#### علم الاجتماع والأنثروبولوجيا
يهدف البرنامج إلى تدريب طلاب الدراسات العليا في علم الاجتماع والأنثروبولوجيا مع التركيز بشكل خاص على قابلية تطبيق النظريات الاجتماعية في العالم العربي، وعلى مساهمة الوطن العربي في النظريات الاجتماعية. وثمة هدفان رئيسان للبرنامج: الأول، إعداد الطلاب للعمل في خدمة مجتمعاتهم في الوطن العربي بطاقات متنوعة من خلال اكتساب المهارات في مجال البحث الاستطلاعي أو المسحي والتقنيات الكمية، والتحليل النقدي والنوعي لنتائج الأبحاث الاجتماعية للسياسات التنموية، وأهمية التكنولوجيات الجديدة لفهم التطورات العالمية. والثاني، توفير الفهم النقدي للنظريات الاجتماعية وأهميتها في فهم المجتمعات العربية، وذلك للطلاب الراغبين في متابعة دراساتهم العليا على مستوى الدكتوراه.

#### العلوم السياسية والعلاقات الدولية
يهدف برنامج العلوم السياسية والعلاقات الدولية إلى المساهمة بفاعلية في تحقيق هدف المعهد الرئيس في تخريج أكاديميين مقتدرين، وذلك عبر تزويد الطلاب بأدوات التعلّم والمعرفة التي تؤهلهم ليصبحوا علماء سياسة متميّزين وفق المعايير الدولية. ويهدف البرنامج إلى تعميق فهم الطلبة للعلوم السياسية المعاصرة، وتعزيز كفاءاتهم المنهجية ومهاراتهم التعلّمية. كما يهدف إلى تطوير الفكر النقدي والتحليلي لديهم، واكتساب مهارات بحثية وكتابية متقدمة، وذلك من خلال الانخراط في السجالات الرئيسة في الفكر السياسي المعاصر. ومع نهاية البرنامج، ينتظر أن يصبح الطلبة على وعي ناقد بالقضايا الأساسية والتيارات المتنافسة في الفكر السياسي المعاصر، مع القدرة على إثبات مهاراتهم في تطبيق النظريات لتحليل الأوضاع السياسية في المنطقة. وسيجعل الأساس النظري المتين والتدريب التطبيقي المتقدم منهم باحثي دراسات عليا أكفاء وفق أعلى المستويات الدولية في مجال العلوم السياسية.

#### اللسانيات والمعجمية العربية
يطمح هذا البرنامج إلى تكوين نخبةٍ من الباحثين اللسانيين والمعجميين المؤهلين للمساهمة في معالجة قضايا اللغة العربية معالجةً علميةً تستند إلى ما قدّمته اللسانيات من إمكانات نظرية وتطبيقية، كما يهدف إلى سد بعض النقص
المرصود في مجال المعجمية العربية. ويشتمل البرنامج على مكونات الدرس اللساني كالصِّواتَة والصِّرافَة والمعجم والتركيب والدلالة والتداوليات. ويشتمل على أهم مكونات علم المعجم وعلم المصطلح وتطبيقاتهما. ويتيح للطالب إمكانات واسعة ومرنة لاختيار ما يناسبه من المقررات. كما روعي في وضع المقررات التخصصية علاقة هذا البرنامج بمشروع معجم الدوحة التاريخي للغة العربية؛ إذ من المتوقع أن يساهم الطلبة الباحثون فيه من خلال ما ينجزونه من أبحاث، في مستوى الماجستير، حسب اختيارهم.

#### الأدب المقارن (عربي - غربي)
يهدف برنامج الأدب المقارن إلى تدريب الطلبة في النظريات الثقافية والأدبية العابرة للأمم، موفّرًا لهم الأدوات النقدية المتطورة العابرة للتخصصات؛ وذلك لدراسة الإنتاج الثقافي والأدبي في الوطن العربي، ليس في ما يتعلق بتراثهم الأدبي فحسب، ولكن في إطار المقارنة بالأنواع الأدبية والتقاليد الموازية في الآداب العالمية أيضًا. تُدرِّب الدراسة المتعمّقة للنصوص العربية وغيرها من الوسائل الطلاب على تطبيق المقاربات النظرية المتعدّدة لإعادة تقييم ظواهر الإنتاج الثقافي والأدبي في الماضي والحاضر.

#### الإعلام والدراسات الثقافية
يسعى البرنامج إلى إعادة التفكير في الدور الذي يؤديه الإعلام في البلدان العربية وإلى المساهمة في النقاش الدائر على مستويات متعدّدة في الدراسات الإعلامية والثقافية. كما سيعمل على تدريب جيلٍ جديدٍ من الباحثين العرب المتميّزين في الإعلام والدراسات الثقافية، مع التركيز على مزيجٍ من المهارات التي يجري اكتسابها في الجوانب العملية من البرنامج، فضلًا عن المسائل النظرية التي يواجهها الطلاب في المقررات التدريسية الأخرى. وينصبُّ عمل البرنامج بشكلٍ عامٍ على التدريب البحثي لتمكين الطلاب من إجراء الأبحاث التجريبية والقائمة على السياسات، إذ تُركز تلك الأبحاث على المؤسسات والثقافات الإعلامية العربية. ومن المتوقع أن يكتسب خريجو هذا البرنامج المهارات اللازمة للكتابة الأكاديمية، وبخاصة ما يتعلق بهيكلية البحث والجدال، إضافة إلى اكتساب مهارات الاتصال الشفوي مثل الخطابة والمناظرات.

### كلية الإدارة العامة واقتصاديات التنمية
«نحن كلية ناشئة، تمزج بين النظرية والتطبيق وبين الواقع والمؤمّل، من خلال برامج تقوم على أحدث المفاهيم والأدوات التحليلية والمهارات الإدارية لتطوير المجتمعات العربية نحو الأفضل».
حسن يوسف علي
عميد كلية الإدارة العامة واقتصاديات التنمية
تهتم كلية الإدارة العامة واقتصاديات التنمية بالمساهمة في تطوير العمل الإداري، في منظمات القطاعين العام والتطوعي، في دولة قطر والوطن العربي. وتهدف إلى تزويد طلبتها بالمعارف والمهارات وأدوات التحليل المطلوبة لإدارة الشؤون العامة، بما في ذلك رسم السياسات وتحليلها، وهو ما يتيح لهم رفع مستوى الخدمات المقدّمة لمجتمعاتهم المحلية. كما تُشجّع برامج الكلية طلبتها على دراسة الظواهر الاجتماعية وتحليلها بطريقة أكاديمية احترافية، وتعدّهم لتقديم مساهمات فكرية مبتكرة في دراسة السلوك المجتمعي والحكومي وضمن الأطر الأخلاقية المحددة.
وتمنح الكلية درجة الماجستير في: الإدارة العامة، والسياسات العامة، واقتصاديات التنمية، إضافة إلى ماجستير الإدارة العامة التنفيذي. ومن خلال مركز الامتياز للتعليم التنفيذي، توفّر الكلية برامج تدريب تساعد في تنمية المهارات المهنية لشاغلي القطاع الحكومي وتساهم في تحسين معارفهم وقدراتهم.
وتعدّ الكلية عضوًا في شبكة كليات السياسات والشؤون والإدارة العامة NASPAA: المنظمة الدولية لكليات الشؤون العامة والمعنية بالاعتماد الأكاديمي في هذا التخصص على مستوى العالم.

#### ماجستير الإدارة العامة (MPA)
يهدف برنامج الإدارة العامة إلى تنمية مهارات الطلاب في مجال إدارة مؤسسات الخدمة المدنية وإعدادهم لشغل وظائف متميّزة في منظمات الخدمة العامة والمؤسسات غير الهادفة للربح. ويسعى إلى تحسين الإنتاج الفكري ونشر المعرفة في مجال الإدارة العامة باللغتين العربية والإنكليزية.
ويمكّن البرنامج طلابه من التعمّق في المفاهيم الأساسية للإدارة العامة، ويتيح التخصّص في أحد المسارات التالية: السياسات العامة، أو التعاون الدولي، أو المنظمات غير الحكومية، أو اقتصاديات التنمية.
تركز رسالة برنامج الإدارة العامة على إعداد المتخصصين في مجال الخدمة العامة لقيادة منظماتهم بقدرات متميزة وكفاءة عالية، وكذلك تمكينهم من مواصلة دراساتهم العليا.
كما يوفر البرنامج فرصة التعليم المتميّز للطلبة المهمتين بإحداث تغييرٍ إيجابيٍ في مجتمعاتهم؛ في قطر والدول العربية.

#### ماجستير الإدارة العامة التنفيذي (EMPA)
صُمِّم برنامج ماجستير الإدارة العامة التنفيذي لتزويد المديرين التنفيذيين والقياديين العاملين بالمنظمات العامة والمنظمات غير الحكومية بمهارات القيادة التنفيذية من أجل تحسين قدراتهم وتعزيزها وخدمة مسارهم الوظيفي. وتوفر الدراسة في هذا البرنامج للممارسين من ذوي الخبرة الفرصة لدراسة الماجستير في بيئة تعليمية متكاملة، واعتماد جدول زمني مرن يأخذ في الاعتبار قيود الوقت وضغوط العمل على المديرين التنفيذيين أثناء انخراطهم في البرنامج.
تتمثل رسالة ماجستير الإدارة العامة التنفيذي في المساهمة في تطوير أداء المؤسسات والمنظمات العامة غير الهادفة للربح. ويسعى البرنامج لتخريج إداريين قادرين على اتخاذ القرارات الكفيلة بتحسين مستوى الخدمات التي تقدمها مؤسساتهم وترفع كفاءتها. ويتضمن مقررات تؤهل الطلاب للحصول على شهادة عليا في القيادة التنفيذية.
كما يركز برنامج ماجستير الإدارة العامة التنفيذي على تطوير مهارات طلابه في صنع السياسات العامة واتخاذ القرارات الإدارية، وذلك باستخدام المداخل التطبيقية والعملية وأدوات البحث العلمي الميداني التي تتضمنها مقررات البرنامج.

#### ماجستير السياسات العامة (MPP)
يسعى برنامج السياسات العامة إلى إحداث تأثيرٍ إيجابيٍ في حوكمة المنظمات الحكومية وغير الحكومية، وفي طريقة تقديمها للخدمات العامة، وذلك من خلال تزويد الطلاب بالمعرفة الأكاديمية والعملية ومهارات تصميم السياسات العامة وتحليلها والمتعلقة بإدارة القطاع العام والقطاع غير الربحي في قطر والدول العربية.
يتيح البرنامج لطلابه التعرّف إلى مجال السياسات العامة بشكل واسع، والتخصص في أحد المسارات التالية: الإدارة العامة، أو التعاون الدولي، أو المنظمات غير الحكومية، أو اقتصاديات التنمية.
تركز رسالة برنامج السياسات العامة على إعداد الطلاب للعمل في مجال صنع السياسات العامة وتحليلها من خلال تزويدهم بمعارف ومهارات تصميم السياسات العامة وإعادة تصميمها. ويسعى البرنامج إلى تخريج مهنين قادرين على طرح مبادرات التغيير الإيجابي في مجتمعاتهم. كما يطمح إلى تحسين الإنتاج الفكري ونشر المعرفة في مجال السياسات العامة باللغتين العربية والإنكليزية.

#### ماجستير اقتصاديات التنمية (MDE)
يهدف برنامج اقتصاديات التنمية إلى تلبية الحاجات الأكاديمية والتطبيقية للطلاب الذين يرغبون في الالتحاق بوظيفةٍ في المنظمات المحلية أو الدولية أو من المهتمين بمواصلة تعليمهم العالي. ويعكس تصميم البرنامج وهيكله هذا التوجه؛ إذ يوفّر أربعة مسارات تخصصية يمكن للطلاب اختيار أحدها، وهي: السياسات العامة، أو الإدارة العامة، أو المنظمات غير الحكومية، أو التعاون الدولي.
ويقدّم البرنامج خلفيةً قويةً في نظريات التنمية الاقتصادية، إلى جانب المهارات التطبيقية التخصصية اللازمة لتقييم خيارات السياسة الاقتصادية من وجهة نظر الممارسين لها. ويستخدم البرنامج أساليب التحليل الكمي عبر المقررات التي يطرحها لتعزيز القدرة البحثية للطلبة وإعدادهم لشغل الوظائف ذات العلاقة أو لمواصلة دراستهم لمرحلة الدكتوراه.

### مركز الامتياز للتعليم التنفيذي
يعمل مركز الامتياز للتعليم التنفيذي على دعم كفاءة المنظمات الحكومية وتعزيز فاعليتها في الوطن العربي بصفة عامة، ودولة قطر على وجه الخصوص. ويسعى إلى المساهمة في خلق ثقافةٍ عربيةٍ متجدّدة للقطاع الحكومي تتحدّى البيروقراطية والجمود التنظيمي وتشجّع الابتكار والمساهمات الفردية وإدارة التغيير الإيجابي التي تُوائم الحاجات المجتمعية والاقتصادية والتنموية الشاملة، وتساهم في رفع معدلات النمو الاقتصادي في المنطقة.
يعقد المركز برامج تدريبية موجهة إلى إداريي القطاع العام والمنظمات غير الربحية في عدة مجالات من بينها: القيادة الإدارية، والموارد البشرية، والمالية، والعلاقات العامة وغيرها. كما يمنح شهادات التدريب في القيادة الإدارية والشهادة المتقدّمة في القيادة التنفيذية والتي تؤهل المتدربين المتميّزين وتوفّر لهم فرصة الالتحاق بالماجستير التنفيذي للإدارة العامة في كلية الإدارة العامة واقتصاديات التنمية.
كما يقدّم المركز خدمات استشارية للمؤسسات العامة والهيئات الحكومية، ويطرح من خلالها حلولًا مبتكرة للمشكلات التنظيمية التي تواجه هذه المؤسسات والهيئات بما يعزز من كفاءتها وإنتاجيتها.

### مركز دراسات النزاع والعمل الإنساني
«يأتي إطلاق مركز دراسات النزاع والعمل الإنساني في هذا التوقيت تلبية لحاجة إقليمية حيوية تتمثل بعدم الاستقرار الشامل الذي أصاب العديد من الدول العربية، وأفرزته الحروب الداخلية على مدى الأعوام الماضية. وبما أنّ الاقتتال أنتج تراجعًا تنمويًا في المجالات السياسية والاقتصادية والاجتماعية، فقد كان من الضرورة تأسيس دراسات أكاديمية متخصصة تبحث حالة الصراع في المجتمع العربي والطرق المثلى للتعامل معها من منظور محلي وعربي».
سلطان بركات
مدير مركز دراسات النزاع والعمل الإنساني
يعتمد مركز دارسات النزاع والعمل الإنساني نهجًا أكاديميًا عابرًا للتخصّصات؛ إذ يُجري أبحاثًا مبتكرةً ودقيقةً عن أسباب النزاعات، وآليات عملها وتطورها، وآثارها، والاستجابة لها. كما يدرس المركز التعامل مع الأزمات الإنسانية، وهشاشة الدولة، وعمليات الانتقال السياسي، والإعمار ما بعد الحرب في الشرق الأوسط وشمال أفريقيا.
يسعى المركز للدمج ما بين أساليب التعلم الرئيسة المتمثلة في البحث النظري والتطبيق العملي؛ وذلك من أجل إيجاد حلول عملية تتلاءم مع واقع الصراعات التي تعايشها المنطقة.
يوفّر المركز فرصةً للتعليم العالي للباحثين والعاملين في الشؤون الإنسانية والمهتمين في فهم التحديات التي تواجهها المجتمعات العربية التي مزّقتها الحروب، ويؤدي رسالته من خلال هيئته التدريسية وإدراييه، بالإضافة إلى شراكات تربطه بمراكز أكاديمية ومراكز أبحاث السياسات الرائدة في العالم.
رسالة مركز دارسات النزاع والعمل الإنساني
يسعى المركز لإنشاء صرح أكاديمي شامخ قادر على توليد معرفة متميّزة وتعميم أفضل الممارسات في مجال إدارة النزاع والعمل الإنساني، والتي من شأنها تثقيف صانعي القرارات والسياسات في الشرق الأوسط وشمال أفريقيا لاتخاذ القرارات المناسبة من أجل التعامل مع النزاعات التي تشهدها بلدانهم.
ويهدف المركز إلى تحقيق الاستجابة الفعالة المثلى للنزاعات والحاجات الإنسانية المرتبطة بها من خلال مأسسة المعرفة المتجذرة إقليميًا وثقافيًا في هذا المجال، انطلاقًا من المبادئ التالية:
1. العدالة أساس الحل الناجح للنزاعات وعمليات إعادة الإعمار.
2. ضرورة فهم السياقين التاريخي والثقافي للتحديات التي تواجهها المنطقة من أجل بلورة منهجيات وسياسات إبداعية.
3. تعدّ المجتمعات المحلية، بأساليبها وأنماط عملها الثقافية، شريكةً فاعلةً وأساسيةً في عملية صنع القرار.
4. التعاون ما بين المانحين الإقليميين والدوليين، والحكومات المعنية، والمجتمعات المحلية المتضرّرة، والمؤسسات المنفّذة، والأكاديميين، هو عامل حيوي للنجاح في تنفيذ الحلول والتوصيات المقترحة.

#### الماجستير في إدارة النزاع والعمل الإنساني
يشكّل برنامج الماجستير في دراسات إدارة النزاع والعمل الإنساني النشاطَ التعليمي الرئيس للمركز. كما يقوم المركز بتقديم استشارات دولية في المجال نفسه.
يمتد برنامج الماجستير في علوم إدارة النزاع والعمل الإنساني على فترة سنتين، ويوفّر للطلاب خلالها فرصةً لدراسة مواضيع واسعة تشمل إدارة النزاع وحله، وإصلاح النزاع وتعديله، والأعمال الإنسانية، والمفاوضات، والوساطة الدولية، وبناء الدولة، وإعادة الإعمار ما بعد النزاعات من المنظورين الإقليمي والدولي.
يتيح هذا البرنامج للطلبة التفاعل والنقاش مع عددٍ من الأكاديميين البارزين في هذا الحقل وصناع السياسات والعاملين المتمرسين في مجال العمل الإنساني. وقد تم تصميم البرنامج التعليمي وفق أسلوبٍ يجمع بين الزيارات الميدانية والمحاضرات في الصفوف والحلقات الدراسية والتدريب العملي.
أخيرًا، من المتوقع أن يُنتج مجموع هذه المكوّنات بيئًة تعليميًة مكثفة تمّكن الطلبة في نهاية البرنامج من الانتقال من الدراسة إلى الممارسة العملية في مجال إدارة النزاعات والعمل الإنساني.

#### مركز اللغات
يعنى مركز اللغات بتنفيذ سياسات معهد الدوحة للدراسات العليا اللغوية والمساهمة في تعزيز التواصل مع المؤسسات الأكاديمية الدولية. ويتبنى المعهد اللغة العربية لغةً أساسيةً للدراسة والبحث، كما يعتمد اللغة الإنكليزية لغةً مواكبةً ويدعم قدرات طلابه وموظفيه على استخدامها في التحصيل والبحث.
ولإيمان معهد الدوحة بمكانة اللغة العربية الدولية وأهمية استخدام الباحثين العرب لها في محافل البحث والدراسات العلمية، يقدم مركز اللغات لطلابه دورات تخصصية في العربية لأغراض أكاديمية، ويشمل ذلك الكتابة لأغراض البحث الأكاديمي وكتابة الأطروحات واكتساب مهارات التقديم الشفاهي وإستراتيجيات التفاعل في الندوات والمؤتمرات. كما يقدم أيضًا للعاملين في المعهد دورات تدريبية في اللغة العربية لأغراض مهنية، لتعزير الكفاءة في استخدام العربية، وتنفيذًا للسياسة الرسمية لدولة قطر. وفضلًا عن ذلك، سيقدم المركز دورات في العربية لغير الناطقين بها أو وارثيها. وخلال العام الأكاديمي 2016-2017 يقوم المركز بالتمهيد لتقديم برنامجٍ لغوي وثقافي للطلاب الدوليين الراغبين في الانتساب إلى المعهد والإفادة من برامجه الأكاديمية، ويعتزم تفعيل هذا البرنامج بدءًا من العام الدراسي 2017-2018.
ويقدم المركز دورات مكثفة في اللغة الإنكليزية للأغراض الأكاديمية بهدف تطوير الكفاءة العامة لطلابه ودعم قدراتهم اللغوية والثقافية على الإفادة من الإنتاج الفكري الدولي في ميادين تخصصاتهم. ويشمل التدريب في هذه الدورات القراءة الأكاديمية التحليلية وكذلك التقديم الشفاهي والتفاعل في الندوات والمحاضرات.

#### مكتب الأبحاث
يلتزم معهد الدوحة، باعتباره مؤسسةً بحثيةً وأكاديميةً، بإنتاج أبحاث علمية في مجالات تخصصه ونشرها. وفي هذا الإطار، يدعم المعهد هيئته التدريسية وطلابه بالإمكانات اللازمة لحفزهم على تحقيق إنجازات بحثية مميزة. وقد تم تخصيص ثلاثة صناديق لتمويل أبحاث الهيئة التدريسية والطلاب، وتأسيس مكتب للأبحاث يختص برصد الأبحاث وتنسيقها، وإدارة عملية التقدّم للمنح البحثية الداخلية والخارجية.
كما يعمل مكتب الأبحاث على تعزيز علاقات التعاون مع المؤسسات البحثية ومؤسسات التعليم العالي في دولة قطر، ويساعد أعضاء هيئة التدريس على تقديم المقترحات البحثية لتأمين التمويل الخارجي لها. وقد نجح باحثو المعهد في السنة الجامعية 2015-2016 في الحصول على تمويلٍ إجمالي لأبحاثهم من الصندوق القطري لرعاية البحث العلمي بقيمة 5.5 ملايين ريال قطري.

### المكتبة
تأسّست المكتبة في عام 2010، وذلك بالتوازي مع تأسيس المركز العربي للأبحاث ودراسة السياسات في الدوحة. وتتضمّن مقتنيات متخصّصة في العلوم الاجتماعية والإنسانية والإدارة العامة وإدارة النزاع والعمل الإنساني وتشتمل على كثيرٍ من العناوين باللغات العربية والإنكليزية والفرنسية والألمانية والتركية.
وتتمتع مكتبة المعهد أيضًا بالخدمات التي تقدّمها مكتبة قطر الوطنية المزوِّدة بأكثر من 160 قاعدة بيانات تتعلق بالكتب والمجلات الإلكترونية مجانًا. كما يجري في الوقت الحالي تحقيق خطة تبادل الموارد مع مؤسسات بحثية أخرى، إضافة إلى جعل المكتبة في متناول المجتمع الأكاديمي في قطر.
يجري العمل حاليًا على خطة للتوسّع في اقتناء مصادر المعلومات وبناء المجموعات، بحيث تلبي الحاجات البحثية والأكاديمية للمعهد.

### حرم المعهد
جرى تصميم حرم المعهد على مساحة إجمالية قدرها 100 ألف متر مربع، ليعكس الرؤية الأكاديمية التي وجّهت تطوير مكونات المشروع الأكاديمية والإدارية. ويُعدّ الحرم منبرًا للبحث والتعلّم والتعليم، وفي الآن ذاته يقدّم فضاءً متميزًا مستوحى من تاريخ العمارة العربية. وتتّصل جميع مباني الحرم في ما بينها بممرات للمشاة وجسور. وقد صُمّمت عدة ساحات، وحدائق، ومساحات خارجية دعمًا للتفاعل والنقاش بين هيئة التدريس والطلاب. ويضمّ الحرم كليات المعهد ومركز دراسات النزاع والعمل الإنساني والمركز العربي للأبحاث ودراسة السياسات، ومعجم الدوحة التاريخي للغة العربية. ويعتبر مدرج المعهد، الذي يتسع لـ 450 شخصًا، أبرز معلم معماري في حرم المعهد، وتقام به المؤتمرات والفعاليات العامة كحفلات التخرّج وغيرها.
كما يضمّ حرم المعهد العديد من المرافق مثل المسجد، ومساكن الطلاب والهيئة التدريسية، ودار الضيافة، فضلًا عن مرافق أخرى ترفيهية كالمطاعم والمقاهي والمنشآت الرياضية والأندية الطلابية.